# Heubruchwiesen bei Eschenstruth
Die Heubruchwiesen bei Eschenstruth sind ein FFH-, Natur- und Landschafsschutzgebiet und in den hessischen Gemeinden Helsa und Söhrewald im Landkreis Kassel.

## Allgemeines
Das Naturschutzgebiet mit der Gebietsnummer 1633022 ist 51,45 Hektar groß, das Landschaftsschutzgebiet ist 40,66 Hektar groß. Die beiden Schutzgebiete grenzen direkt aneinander. Ein Großteil ist gleichzeitig als FFH-Gebiet „Heubruchwiesen bei Eschenstruth“ gemeldet. Das FFH-Gebiet ist rund 92,4 Hektar groß. Natur- und Landschaftsschutzgebiet wurden zum 5. Dezember 1989 ausgewiesen. Die Verordnung über das Natur- und Landschaftsschutzgebiet ersetzte in ihrem Geltungsbereich die Landschaftsschutzverordnung für den Naturpark Meißner-Kaufunger-Wald.

## Beschreibung
Natur- und Landschaftsschutzgebiet liegen südöstlich von Kassel im Geo-Naturpark Frau-Holle-Land. Sie umfassen ein Wiesental in der Söhre. Teilweise sind auch Waldgesellschaften der Söhre in die Schutzgebiete einbezogen.
Die Schutzgebiete werden von Grünländern geprägt, die teilweise als magere Flachland-Mähwiesen ausgebildet sind. Kleinflächig sind auch artenreiche montane Borstgrasrasen ausgebildet. In das Naturschutzgebiet einbezogene Wälder sind teilweise als Hainsimsen-Buchenwälder ausgebildet. 
Das Wiesental wird vom Männerwasser durchflossen, der etwas oberhalb der Schutzgebiete entspringt. Der Bach wird von Gehölzen begleitet, die Auwaldcharakter haben.
Im Norden der Schutzgebiete befinden sich aufgelassene Basaltsteinbrüche, die infolge natürlicher Sukzession vielfach bewaldet sind.
Auf den mageren Flachland-Mähwiesen siedeln die Gräser Rotschwingel, Rotes Straußgras, Gewöhnliches Ruchgras, Wolliges Honiggras und Feldhainsimse. Dazu gesellen sich Scharfer Hahnenfuß, Wiesensauerampfer, Gamander-Ehrenpreis, Spitzwegerich, Wiesenschaumkraut, Kriechender Günsel, Schlangenknöterich, Geflecktes Johanniskraut, Rundblättrige Glockenblume, Knöllchensteinbrech, Kleiner Klappertopf, Rotklee, Gewöhnlicher Hornklee und Weißklee. Auf den Borstgrasrasen siedeln Drahtschmiele, Borstgras, Grannenloser Schafschwingel, Feldhainsimse, Bleiche Segge, Pillensegge, Arnika, Dreizahn, Harzer Labkraut, Besenheide und Rotstängelmoos. Weiterhin sind im Bereich der Heubruchwiesen Trollblume, Perückenflockenblume, Waldstorchschnabel und die Orchideen Zweiblättrige Waldhyazinthe, Breitblättriges und Geflecktes Knabenkraut zu finden. In einem kleinflächigen Quellsumpf sind Vorkommen des Schmalblättrigen Wollgrases zu finden. Einzelne Flurstücke in den Schutzgebieten werden ackerbaulich genutzt.
Entlang des Männerwassers stocken in erster Linie Eschen und Weiden. In der Krautschicht siedeln Großes Springkraut, Mittleres Hexenkraut, Haingilbweiderich, Waldschachtelhalm, Sumpfpippau und Echtes Mädesüß.
Die Buchenwälder werden forstwirtschaftlich bewirtschaftet. In der Krautschicht siedeln Weißliche Hainsimse, Pillensegge, Drahtschmiele und Heidelbeere.
An den Kleingewässern der ehemaligen Steinbrüche siedeln Igelkolben, Froschlöffel, Flutender Schwaden, Schlanksegge und Flatterbinse. Die Bereiche der ehemaligen Steinbrüche sind mit Espe, Salweide, Grauweide, Hängebirke, Hainbuche und Fichte bewaldet.
Die Wiesen sind Lebensraum unter anderem für verschiedene Schmetterlinge, darunter Dunkler Wiesenknopf-Ameisenbläuling, Braunfleckiger Perlmuttfalter, Rundaugen-Mohrenfalter, Hornklee-Widderchen und Ampfer-Grünwidderchen. Das Wald-Wiesenvögelchen, das in den Heubruchwiesen bei Eschenstruth sein letztes bekanntes Vorkommen in Hessen hatte, konnte bei Begehungen 2003 und 2006 nicht mehr nachgewiesen werden. Es gilt als verschollen. Heuschrecken sind durch Wiesengrashüpfer, Sumpfgrashüpfer, Kurzflügelige Beißschrecke und Sumpfschrecke vertreten. Weiterhin sind hier unter anderem Wiesenpieper und Feldlerche sowie Neuntöter heimisch. Am Männerwasser sind Zweigestreifte Quelljungfer und Europäischer Bachhaft heimisch.
Die Kleingewässer in den ehemaligen Steinbrüchen beherbergen Vorkommen von Kammmolch und Fadenmolch. Frühere Vorkommen der Gemeine Geburtshelferkröte und der Kreuzkröte sind aufgrund der fortschreitenden Sukzession erloschen.
Durch die Wiesen verlaufen mehrere Wirtschaftswege, die teilweise auch als Wanderwege genutzt werden.